# Ministerstwo Kultury Republiki Litewskiej
Ministerstwo Kultury Republiki Litewskiej (lit. : Lietuvos Respublikos kultūros ministerija) – urząd administracji rządowej na Litwie, obsługujący Ministra Kultury Republiki Litewskiej. Jego misją jest formułowanie i wdrażanie państwowych polityk kulturalnych wspierających profesjonalną i amatorską sztukę, teatr, muzykę, sztuki piękne, kino, muzea, biblioteki oraz ochrona języka litewskiego.
Ministerstwo przyznaje Litewską Nagrodę Narodową Kultury i Sztuki za osiągnięcia w dziedzinie kultury i sztuki oraz Nagrodę Martynasa Mažvydasa za badania naukowe.

## Funkcje
Ministerstwo Kultury wykonuje następujące funkcje w ramach ustawodawstwa litewskiego:
- Opracowywanie aktów prawnych dotyczących działalności kulturalnej,
- opracowywanie koncepcji i programów wspierających rozwój różnych form sztuki i koordynowanie ich realizacji,
- przydzielanie funduszy muzeom, bibliotekom i organizacjom, które wspierają sztuki wizualne i muzyczne,
- zapewnianie ochrony wartości kulturowych,
- opracowywanie i wdrażanie międzynarodowych programów kulturalnych oraz opracowywanie umów międzynarodowych dotyczących tych programów,
- inicjowanie regionalnych strategii rozwoju kulturalnego[1].